# Обухов, Владимир Борисович
Влади́мир Бори́сович О́бухов (род. 8 февраля 1992, Бухара) — российский футболист, нападающий.

## Клубная карьера
Родился в узбекском городе Бухара. В 8-летнем возрасте вместе с семьёй переехал в Нижний Тагил. Начал заниматься футболом в местной спортивной школе «Уралец». В 2003 году по совету своего тренера поехал в Москву на просмотр в «Локомотив», но в последний момент решил перейти в школу «Спартака». В 2008 году был заявлен для участия в чемпионате России. 15 ноября в матче с «Лучом-Энергией» (1:1) дебютировал за спартаковский дубль.
В 2011 году стал привлекаться Валерием Карпиным к тренировкам с основным составом. В начале 2012 года ездил на предсезонный сбор в ОАЭ с первой командой. На сборе забил гол в ворота харьковского «Металлиста», который стал первым для москвичей в новом году. Весной игрок мог быть отдан в аренду в «Сибирь», но Карпин отказал в переходе.
15 апреля в матче с «Рубином» (2:0) дебютировал в Премьер-лиге — вышел на 85-й минуте, заменив Артёма Дзюбу. В сезоне 2012/13 дебютировал во встрече против «Мордовии», заменив во втором тайме Ари. В феврале 2013 на правах аренды до конца сезона перешёл в московское «Торпедо».
После возвращения начал играть за основанный в 2013 году фарм-клуб «Спартак-2» В январе 2016 года был близок к переходу в клуб «Уфа», но стороны не смогли договориться.
23 июня 2016 года на сайте «Спартака» было объявлено о переходе Обухова в «Кубань».
16 июня 2021 года Владимир Обухов был дисквалифицирован ФИФА на полгода в связи с обнаружением в его анализах допинга во время пребывания в молодёжной сборной в 2013-м году. В августе того же года «Ростов» разорвал с футболистом контракт.
В декабре 2021 года подписал контракт с «Оренбургом». В весенней части сезона 2021/22 забил 6 голов в 10 матчах.
В 2021 году стало известно о потенциальном нарушении антидопинговых правил — в марте 2013 года на сборе молодёжной сборной футболистом была сдана положительная допинг проба, которая была скрыта. В итоге на футболиста летом 2022 года была наложена полугодичная дисквалификация.
10 марта 2023 года впервые после дисквалификации вышел на поле в составе «Оренбурга» в гостевом матче против «Сочи». 5 июня 2024 года покинул «Оренбург» в связи с истечением срока контракта. Всего провёл за команду 45 матчей, забил 13 мячей и сделал одну результативную передачу.
В августе 2024 года присоединился к медиафутбольной команде ФК «10».

## Карьера в сборной
В период с 2008 по 2011 год выступал за юношеские сборные России до 17 и 19 лет, за которые в общей сложности провёл 6 матчей и забил 1 гол. В 2012—2014 гг. регулярно привлекался в молодёжную сборную России.

## Достижения

### Командные
«Спартак» (Москва)
- Молодёжное первенство России
  - Победитель (2): 2008, 2010
  - Серебряный призёр (2): 2009, 2011/12

«Спартак-2» (Москва)
- Первенство ПФЛ:
  - Победитель: 2014/15 (зона «Запад»)

Молодёжная сборная России 
- Обладатель Кубка Содружества: 2013

### Личные
- Лучший бомбардир ПФЛ 2014/15[20]